# Fernand Decanali
Fernand Decanali est un coureur cycliste français né le 7 juillet 1925 à Marseille et mort le 9 janvier 2017 à Marseille (5e arrondissement).

## Palmarès sur piste

### Jeux olympiques
- Londres 1948
  -  Champion olympique de poursuite par équipes (avec Pierre Adam, Serge Blusson et Charles Coste)

## Palmarès sur route
- 1943
  -  Champion de France des sociétés (avec Raoul Rémy, Alexandre Barbaroux, Jean Marchi et Romain Mélissent)
- 1947
  - Paris-Ézy